# روبن بوفر
روبن بوفر (بالإسبانية: Ruben Bover Izquierdo)‏ (ولد في 24 يونيو 1992) هو لاعب كرة قدم إسباني يلعب كلاعب وسط.

## روابط خارجية
- روبن بوفر على موقع الدوري الأمريكي (الإنجليزية)
- روبن بوفر على موقع قاعدة بيانات كرة القدم.إي يو (الإنجليزية)
- روبن بوفر على موقع Soccerbase.com (لاعب) (الإنجليزية)
- روبن بوفر على موقع Soccerway.com (الإنجليزية)
- روبن بوفر على موقع AS.com (الإسبانية)